# Charles Martel
Carolus Martellus(tiếng Pháp: Charles Martel, tiếng Đức: Karl Martell; 688 – 741) là một nhà lãnh đạo quân sự và chính trị người Frank, với tước hiệu dux et princeps Francorum (công tước và hoàng thân Frank) và Quản thừa ông đã cai trị trên thực tế (de facto) vương quốc Frank từ năm 718 đến khi qua đời.
Ngày nay người ta chủ yếu biết đến ông như là người đã chiến thắng trong Trận Tours năm 732, trận chiến được coi là có tính chất quyết định chặn đứng việc bành trướng của các đạo quân Ả Rập vào Tây Âu thời kỳ hậu La Mã. Chiến thắng này cùng với các hành động bảo trợ giáo hội Thiên Chúa giáo của ông khiến cho năm 739, Giáo hoàng Grêgôriô III quyết định phong ông danh hiệu Chấp chính quan La Mã nhưng ông đã từ chối. Các thắng lợi quân sự và chính trị của ông đã đặt nền móng để con trai ông Pippinus Brevis và cháu nội là Carolus Magnus gây dựng nên Đế chế Caroling, góp một phần quan trọng kiến tạo thể chế phong kiến ở châu Âu sơ kỳ trung đại.

## Những năm đầu đời
Carolus Martellus sinh ra năm 688 ở Herstal (nay thuộc Bỉ), là con ngoài giá thú của Pepin II, Công tước xứ Herstal và dux et princeps của vương quốc Frank - người cai trị de facto của vương quốc, với người vợ lẽ Alpaida. Alpaida còn đẻ cho Pepin một đứa con trai khác,Childebrand, sau này trở thành Công tước Burgundy.

## Tranh giành quyền lực

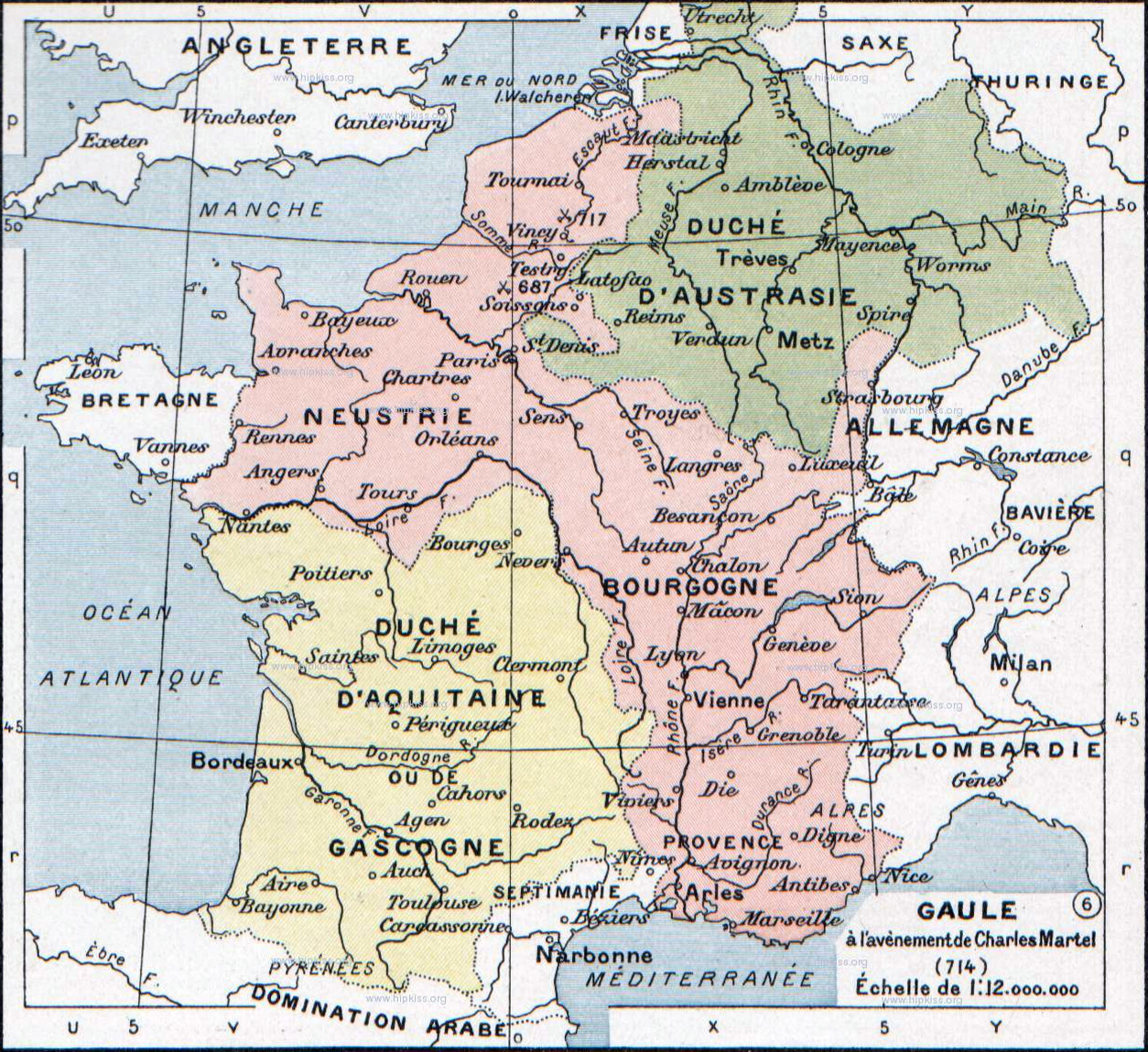
Các vương quốc người Frank ở thời điểm Pepin xứ Heristal qua đời. Trong số đó, Aquitaine (vàng) nằm ngoài tầm với của chính quyền Arnulfing trong khi Neustria và Burgundia (hồng) liên minh với nhau chống đối Pepin. Chỉ có Austrasia (xanh) chịu sự quản lý của chinh quyền Arnulfing, trước là Theudoald rồi tới Carolus. Các công quốc German ở bờ Đông sông Ranh chỉ thuần phục chính quyền Frank trên danh nghĩa.

Tháng Mười hai năm 714, Pepin xứ Herstal mất. Trước khi chết, dưới sự xúi giục của người vợ Plectrude, ông đã chỉ định cháu nội Theudoald,(cha của Theudoald là Grimoald,con thứ hai của Pepin và Plectrude, bị ám sát trước đó ít tháng) là người thừa kế toàn bộ vương quốc. Điều này bị các quý tộc phản đối dữ dội vì Theudoald mới chỉ 8 tuổi. Đề phòng Carolus lợi dụng điều đó để đoạt ngôi, Plectude đã tống giam Carolus ở Köln, thành phố mà bà ta định chọn làm thủ đô. Điều ngày đã ngăn cản một cuộc bạo loạn ở miền Bắc nhưng ở miền Trung, xứ Neustria đã nổi dậy chống Plectrude.

### Nội chiến 715-718
Năm 715, các quý tộc xứ Neustria đã đề cử Ragenfrid làm Trưởng quản hoàng gia nhân danh, và dường như được ủng hộ bởi nhà vua Dagobert III, người về lý thuyết có quyền hợp pháp chỉ định chức trưởng quản, nhưng thực tế hoàng gia Merovingian đã không còn chút quyền lực đáng kể vào thời điểm đó.
Người Austrasia không chấp nhận sự trị vì của Plectrude và đứa con trai nhỏ tuổi được lâu. Gần cuối năm đó, Carolus đã vượt ngục và được tuyên bố là Trưởng quản hoàng gia bởi các quý tộc Austrasia, những người mong chờ một lãnh đạo mạnh mẽ cho cuộc chiến đang diễn ra với quân đội Neustrasia xâm lược. Năm đó, nhà vua Dagobert mất và người Neustria tuyên bố Chilperic II làm vua mà không thông qua những tộc người Frank khác.
Năm 717, Chilperic và Ragenfrid cùng nhau dem quân tới Austrasia. Người Neustria liên minh với một lực lượng viễn chinh khác dưới quyền Radbod, vua của người Frisia và đụng độ với quân đội của Carolus gần Köln. Carolus có quá ít thời gian để tập trung lực lượng và chuẩn bị chiến đấu nên ông đã thất bại(lần duy nhất trong đời) tại trận này Theo Strauss và Gustave, Carolus đã đánh một trận xuất sắc, nhưng quyết định rút lui khi nhận thấy quân địch quá đông.
Thực tế thì Carolus đã rút khỏi chiến trường rất sớm khi nhận ra không đủ thời gian hay lực lượng để tổ chức chống trả, lui quân về dãy núi Eifel để trưng tập và luyện tập binh lính. Nhà vua và vị trưởng quản xứ Neustria quay sang tấn công Köln, chiếm đóng và cướp bóc thành phố. Plectrude và con trai đầu hàng, triều đình Austrasia thừa nhận các tước hiệu của Chilperic và Ragenfrid.

### Thiên tài quân sự

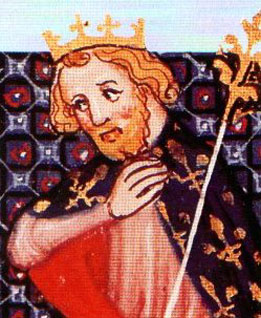
Carolus Martellus

Từ thời điểm này, các sự kiến trở nên thuận lợi với Carolus. Ông đánh úp đội quân chiến thắng Neustria trên đường trở về xứ mình ở gần Malmedy, truy kích và đánh bại họ một lần nữa trong Trận Amblève. Hầu hết quân Neustria bị giết hoặc bị bắt. Có vài điểm đáng chú ý trong trận chiến đó đã tạo thành khuôn mẫu cho phần còn lại trong binh nghiệp của Carolus: thứ nhất, ông xuất hiện ở nơi đối phương ít ngờ nhất (khi đối phương đang ca khúc khải hoàn và trở về xứ mình, và số lượng họ vượt trội đội quân của Carolus); thứ hai, ông tấn công vào lúc đối phương ít ngờ nhất, vào giữa trưa - lúc các đội quân ở thời dại đó thường nghỉ ngơi và cuối cùng, ông tấn công theo cách đối phương ít mong đợi nhất, -tức giả vờ rút chạy để đưa họ vào bẫy.
Việc giả vờ rút chạy, vốn chưa được biết tới trước đó tại châu Âu - dù là một chiến thuật truyền thống của phương Đông - đòi hỏi cả kỷ luật nghiêm ngặt của binh sĩ lẫn khả năng chọn thời điểm chính xác của người chỉ huy. Carolus, trong trận này, đã bắt đầu chứng tỏ thiên tài quân sự vốn sẽ đánh dấu sự thống trị của ông, và mở đầu một chuỗi thắng lợi không hề bị gián đoạn cho đến hết sự nghiệp của ông
Mùa xuân 717, Carolus trở lại Neustria với quân đội và lần nữa chiến thắng trong trận Vincy, gần Cambrai. Ông truy đuổi Chilperic và Ragenfrid tới tuận Paris, trước khi quay lại để đối phó với Plectrude ở Köln. Ông chiếm đóng thành phố và làm tan rã nhóm trung thành với Plectrude, nhưng tha chết cho mẹ con bà và đối xử tử tế với họ, một cách xử sự hiếm hoi với kẻ từng giam giữ và là đối thủ chủ yếu ở thời Trung Cổ. Sau thắng lợi đó, ông đưa Clotaire IV lên làm vua Austrasia để đối lập với vua Neustria Chilperic và phế truất Tổng giám mục Rheims là Rigobert, đưa một người thân tín là giám mục Milo lên thay.

## Củng cố quyền lực
Sau khi bình định toàn xứ Austrasia, Carolus hành quân tấn công quân đội Frisia của vua Radbod, đẩy lui họ và thậm chí buộc Radbod phải nhượng miền Tây Frisia (nay là Hà Lan). Dưới danh nghĩa vua Clotaire, ông cũng đánh bật người Saxon qua bên kia sông Weser, bảo đảm vùng biên giới.
Năm 718, Chilperic đáp trả sự lớn mạnh của Carolus bằng việc liên minh với Odo Vĩ đại (còn gọi là Eudes), vị công tước xứ Aquitaine vốn trung lập trong cuộc nội chiến năm 715, nhưng một lần nữa thất bại trước Carolus ở Soissons. Cả Chilperic và Odo phải bỏ trốn tới vùng đất phía bắc sông Loire còn Ragenfrid tới xứ Angers. Clotaire IV mất sau đó ít lâu còn Odo thì đầu hàng Carolus đề duy trì tước vị công tước.

### Các cuộc chiến thời kỳ 718-731

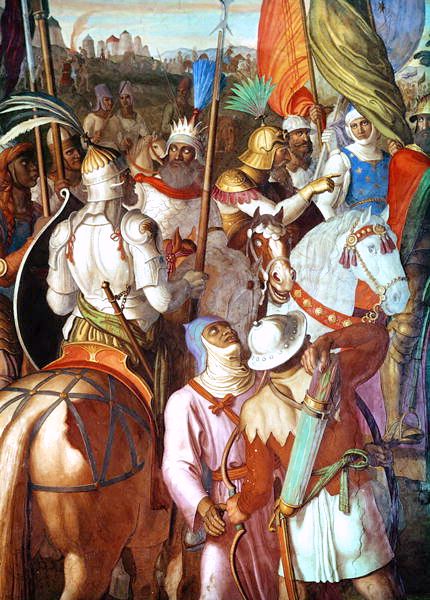
Quân đội Saracen bên ngoài Paris những năm 730-732, trong một tranh minh họa ở đầu thế kỷ 9 của Julius Schnorr von Carolsfeld

Trong những năm 718-723, Carolus củng cố quyền lực bằng các cuộc chinh phục Bayern và Allemannia. Với việc đánh bại những người Saxon ngoại đạo đã làm tăng ảnh hưởng của Carolus đối với các vị giám mục và tu viện trưởng, bên cạnh việc hiến đất và tiền cho các quỹ của nhà thờ.
Sau khi đã đoàn kết được người Frank, Carolus quyết định tấn công người Saxon, xua đuổi dân tộc này tới các vùng sông Weser, sông Lippe và sông Ruhr. Ông đánh bại quân đội Saxon ở rừng Teutoburg. Năm 719 Carolus thu hồi lại miền Tây Frisia mà không gặp sự kháng cự đáng kể nào. Dân Frisia là những người ngoại đạo nhưng lãnh tụ của họ, Adgillis II theo đạo Cơ đốc và Carolus đã cử Willibrord, giám mục xứ Utrecht, "tông đồ của người Frisia" đến cải đạo cho dân chúng, cũng như sau này ông đã ủng hộ mạnh mẽ cho W"infrid hay Thánh Boniface, "tông đồ của người German".
Khi Chilperic II chết một năm sau (720), Carolus đặt đứa con còn nhỏ của Dagobert III, Theuderic IVlên ngôi vua Neustria. Theuderic, cũng như nhiều vị vua khác mà Carolus bổ nhiệm, hoàn toàn là những kẻ bù nhìn. Năm đó, Carolus lại cất quân đánh người Saxon. Ragenfrid nhân cơ hội rời bá quốc (county) Anjou, khởi xuống một cuộc nổi loạn của người Neustria, nhưng đã bị đánh bại dễ dàng vào năm 724. Carolus vẫn cho Ragenfrid giữ lại lãnh địa Anjou, nhưng phải lần lượt gửi những người con trai làm con tin. Cuộc nội chiến người Frank đến đây hoàn toàn chấm dứt.
Tiếp đó Carolus phải đối phó với các xu hướng tách ra độc lập của các bộ lạc German. Những năm 720-723 ông tiến đánh xứ Bavaria nơi các công tước dòng Agilolfing trở nên ngày càng tỏ ra tự chủ và đã bắt tay với người Lombard chống lại Carolus. Carolus buộc công tước Hugbert xứ Barvaria và miền Alemannia khuất phục chính quyền Frank. Một chiến dịch nữa ở Bavaria kéo dài trong những năm 725-728, ông đã trở về cùng với công chúa Swanachild, người có lẽ đã trở thành vợ lẽ của ông. Năm 730, Lantfrid, công tước xứ Alemannia lại nổi loạn và Carolus phải đem quân dẹp. Lantfrid tử trận và Carolus quyết định không đặt người kế vị mà sáp nhập miền Bắc Đức vào lãnh thổ vương quốc Frank.

### Trước trận Tours
Tuy nhiên, trong thời kỳ này, một mối đe dọa mới đến với nhà nước Frank của Carolus, đó là đội quân Hồi giáo của đế quốc Ả Rập từ phương Nam.
Năm 721, tiểu vương (émir) Córdoba đã xây dựng một đội quân mạnh từ Maroc, Yemen, và Syria để xâm lược Aquitaine, công quốc lớn nằm ở phía Tây Nam của xứ Gaul, về danh nghĩa thuộc quyền của vương triều Frank nhưng thực tế hầu như độc lập từ khi triều đình Merovingian suy yếu. Quân đội Hồi giáo đã vây hãm Toulouse, thành phố quan trọng nhất của Aquitaine, và công tước Aquitaine, Odo Vĩ đại, buộc phải rời khỏi để tìm cứu viện.
Odo trở lại sau ba tháng khi thành phố gần như sắp đầu hàng và đánh bại quân Hồi giáo vào ngày 9 tháng 6 năm 721, nay được biết tới tên Trận Toulouse. Sự thất bại của người Ả Rập chủ yếu là kết quả của sự dàn mỏng lực lượng: họ đã trở nên quá tự tin khi Odo bỏ đi và rải quân đi cướp bóc xung quanh và khi Odo trở lại, họ bị bất ngờ và binh lính bỏ chạy vứt cả vũ khí và áo giáp. Tuy nhiên sức mạnh và ý chí xâm lược của người Ả Rập không bị tổn thất nhiều bởi trận này.
Nhiều sử gia cho rằng, mặc dù thường xuyên đánh nhau với người Saxon, phương Nam mới là mối quan tâm chính của Carolus. Trước tình hình ở bán đảo Iberia, Carolus tin rằng ông cần thời gian để xây dưng một đội quân gần như thường trực được luyện tập thường xuyên làm nòng cốt cho quân đội Frank với số đông là lính nghĩa vụ được trưng tập khi có nhu cầu chiến tranh (ở châu Âu sơ kỳ trung đại, quân đội chỉ tập trung được khi ngũ cốc đã được gieo và trước vụ gặt). Muốn thế phải trả lương đủ cao cho binh lính, và Carolus tìm cách lấy tiền từ ngân quỹ của Giáo hội mà trước kia ông từng hỗ trợ. Việc này diễn ra trong những năm 724-732 khiến cho quan hệ của ông với nhà thờ trở nên căng thẳng, có lúc dường như ông sẽ bị rút phép thông công.
Cần phải nói rằng, trong khi Carolus đã chuẩn bị từ sớm thì đối thủ của ông lúc ấy còn chưa biết nhiều về sức mạnh của quân đội Frank. Sách "Biên niên sử Ả Rập", tư liệu lịch sử chủ yếu của thời bấy giờ, chỉ ghi nhận sự lo ngại của người Ả Rập về Carolus từ sau trận Tours.

## Trận Tours

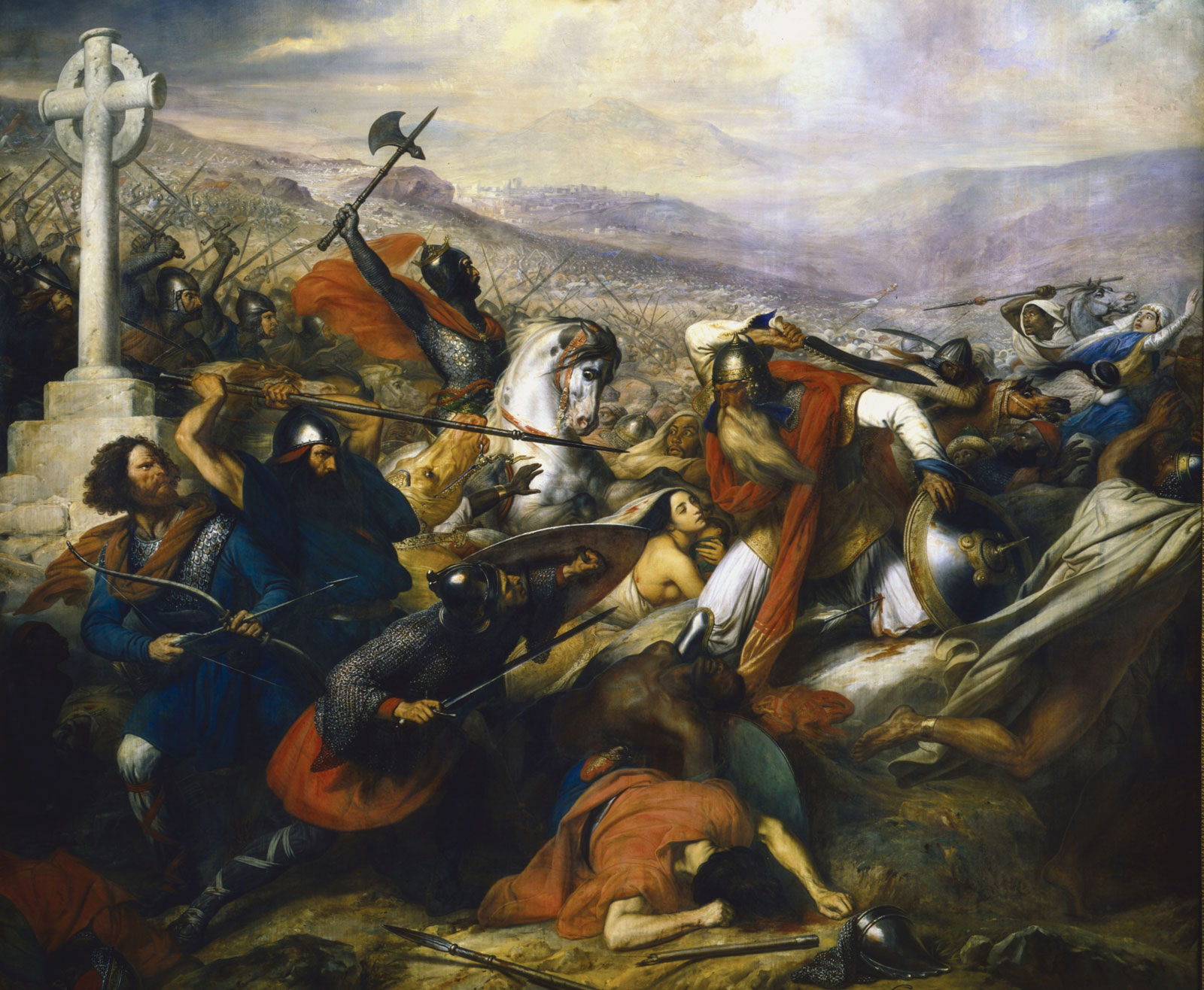
Carolus Martellus trong trận Poitiers, tranh của Steuben thế kỷ XIX

### Bối cảnh
Sau thất bại của trận Toulouse, các đội quân Umayyad vẫn tập kết quân ở Narbonne trên bờ Địa Trung Hải trong những năm 720 và đánh chiếm về các lãnh thổ người Frank, thậm chí từng hành quân tới rất xa về phía Bắc tới Autun ở Burgundia năm 725. Bị đe dọa từ hai mặt bởi Carolus và Umayyad, Odo xứ Aquitaine quyết định liên minh với một tiểu vương Utman Ibn Naissa người Berber. Năm 732 Utman nổi dậy chống tổng đốc al-Andalus là A‘Abd-al-Raḥmân và nhanh chóng bị đánh bại. ‘Abd-al-Raḥmân sau đó huy động một lực lượng lớn tiến công Odo. Odo tập trung quân ở Bordeaux nhưng đã thảm bại trong trận sông Garonne và buộc phải cầu cứu Carolus.
Sau khi chấp nhận sự thần phục của Odo, Carolus đem quân đội tiến về phương Nam. Cuộc hành quân diễn ra bí mật, ông đã tránh các con đường cổ La Mã hòng làm cho người Ả Rập không phát hiện được số lượng lớn binh lính hành quân. Trong lúc này, quân Ả Rập vẫn tiếp tục càn quét miền Nam xứ Gaul, và chủ lực của họ, đội kỵ binh tinh nhuệ tiến về phía Tours, theo Fredgar là nhằm cướp bóc tu viện StMartin ở Tours - một địa chỉ linh thiêng nhất ở Tây Âu bấy giờ.
Carolus đã bày trận địa tại một địa điểm nằm giữa Tours và Poitiers, gần biên giới Aquitaine và vương quốc Neustria. Ông chọn một địa thế cao, dốc ngược lên với cây rậm xung quanh nhằm giảm ưu thế của kỵ binh Ả Rập. Các đội dân binh được sử dụng để quấy rối đối phương, gây khó khăn cho binh lính Ả Rập trong việc tìm kiếm lương thực.

### Diễn biến
Khoảng cuối tháng 9 đầu tháng 10 năm 732, ‘Abd-al-Raḥmân kéo quân tới đối diện với quân của Carolus. Trong vòng bảy ngày hai bên chỉ có những trận giao chiến nhỏ. Bản thân ‘Abd-al-Raḥmân hi vọng có thể đánh một trận ở địa hình bằng phẳng để phát huy kỵ binh như ở trận sông Garonne. Thực tế người Ả Rập có thể bỏ Tours và đánh vòng vào hậu phương Carolus (một chiến thuật mà các quân đội kỵ binh sử dụng để tốc chiến, chẳng hạn như Thành Cát Tư Hãn sau này đã áp dụng rất thành công), như thế Frank sẽ nguy ngập. Tuy nhiên Carolus đã đặt cược thành công vào trận thế này và cuối cùng, ngày 10 tháng 10, ‘Abd-al-Raḥmân quyết định tấn công.
Các tài liệu ít ỏi về thời kỳ này mô tả không thống nhất với nhau về lực lượng hai bên cũng như diễn biến cụ thể. Ngày nay, phần lớn các nhà sử học tin rằng lực lượng Ả Rập là áp đảo về số lượng, ít nhất là gấp đôi: phía Carolus có khoảng 15.000-20.000 quân, tối đa là 30000, trong khi đối phương có thể lên tới 80.000. Trong trận chiến, bộ binh hạng nặng của Carolus xếp thành phương trận đã đánh bật các cuộc tấn công kịch liệt của kỵ binh Hồi giáo. Carolus cử các toán quân vòng ra sau chính diện quân Hồi giáo, tấn công vào các trại Ả Rập và cướp bóc của cải cùng nô lệ. Kết quả là một số kỵ binh Ả Rập bỏ trận trở về trại của họ, kéo theo nhiều người khác tưởng lầm đó là hiệu lệnh rút lui. Quân Frank thắng lớn, tuy nhiên Carolus không dám thúc quân tấn công vì lực lượng mỏng hơn nhiều. Đêm hôm đó người Ả Rập đã rút lui rất nhanh khiến cho việc truy kích hôm sau trở nên không thể.

### Kết quả
Khoảng 15000 quân Umayyad bị giết tại trận, trong đó có tướng ‘Abd-al-Raḥmân. Phía Frank mất khoảng hơn 1000 quân. Chính từ trận chiến này mà Carolus có tên hiệu là Martellus (lưỡi búa), được cho là xuất phát từ cách giáng búa tàn nhẫn lên kẻ thù.
Trận Tours có tiếng vang rất lớn về sau. Thế kỷ 18 và 19, những nhà viết sử có ảnh hưởng như Gibbon hay Edward Creasy tin rằng chiến thắng này của Carolus đã cứu không chỉ Frank mà còn cả Tây Âu, ngay cả nước Anh khỏi một cuộc xâm lược của người Hồi giáo. Hiện nay phần lớn giới sử học có quan điểm thận trọng hơn, nhưng vẫn đánh giá rất cao vai trò của trận Tours. Sử gia William E. Watson viết:
"Có những minh chứng rõ ràng cho việc trận Tours-Poitiers đáng được xếp vào những sự kiện đáng kể nhất trong lịch sử Frank khi người ta xem xét kết quả của trận chiến dưới ánh sáng của bản ghi chép đáng kể về sự củng cố thành công nền thống trị văn hóa và chính trị Hồi giáo lên toàn bộ vành đai phía Đông và phía Nam của thế giới La Mã tiền Cơ đốc. Hồi giáo chinh phục xứ Palestine, Syria, Ai Cập và Bắc Phi không chế mọi ngả đường đến Maroc trong thế kỷ 7 dẫn đến một sự áp đặt lâu dài bằng bạo lực một nền văn hóa Hồi giáo lên nền tảng Cơ đốc và phi Ả Rập. Vương quốc Visigoth đã rơi vào tay người Ả Rập chỉ sau một trận chiến đơn lẻ ở Rio Barbate năm 711, và dân Tây Ban Nha Thiên Chúa giáo đã mất tới 7 thế kỷ để khôi phục quyền kiểm soát Bán đảo Iberia.[...]. Giả sử ở Tours, Carolus đã chịu chung số phận với vua Roderick ở Rio Barbate, thật khó tin rằng vương quyền Merovingian vô dụng sau đó lại có thể thành công trong việc mà viên Trưởng quản hoàng gia tài năng của ông ta đã thất bại. Quả thật, với việc Carolus là tổ tiên của nhánh vương tộc Vương triều Caroling của vương quốc Frank và là ông nội của Charlemagne, người ta thậm chí có thể nói khá chắc chắn rằng phần tiếp sau của lịch sử phương Tây có thể diễn tiến theo một cách khác xa nếu như ‘Abd-al-Raḥmân thắng lợi ở Tours-Poitiers năm 732".(Watson Providence:Studies in Western Civilization)
Tuy nhiên, một số ít người khác tin rằng ý nghĩa của trận Tours đã bị thổi phồng, rằng mục đích của quân đội Umayyad chỉ nhằm chiếm Tu viện StMartin ở Tours chứ không định chinh phục toàn Gaul trong chiến dịch đó. Hơn nữa, Tours chỉ là một sự kiện, dù quan trọng, trong chuỗi những lần đụng độ giữa người Ả Rập với người Cơ đốc giáo kéo dài nhiều thế kỷ và nói chung, chỉ là một phần của cuộc chiến dai dẳng của các vị hoàng thân Âu châu nhằm chiếm đoạt chiến lợi phẩm và tranh giành lãnh thổ

## Sau trận Tours
Trong thập kỷ kế tiếp, Carolus đã lãnh đạo quân đội Frank chống lại các công tước phía Đông, Bavaria và Alemannia, cũng như các công quốc hía Tây, Aquitaine và Provence. Ông đã đối phó thành công với các tranh chấp không ngừng nổ ra với người Frisia và Saxon, nhưng không đạt được một thắng lợi triệt để - điều phải chờ đến đời cháu ông là Charlemagne - chủ yếu vì luôn phải tập trung vào nỗ lực chống lại người Hồi giáo.
Thay vì chuyên tâm vào việc chinh phục phía Đông, ông tìm cánh mở rộng lãnh thổ Frank về hướng Tây, ngăn cản tiểu quốc Córdoba có một chỗ đứng chân ở châu Âu xa al-Andalus bằng các chiến dịch năm 736 và 737 xua đuổi các đạo quân Hồi giáo ra khỏi đất Gaul.

### Những cuộc chiến giai đoạn 732-737
Trong thời kỳ 732-735, Carolus tìm cách tái tổ chức vương quốc Burgundia, đưa những người trung thành lên các vị trí bá tước và công tước nhằm củng cố địa vị của mình. Năm 734, ông trở lại tấn công Frisia viện cớ công tước Radbod (người từng được ông tha trước đây) đã trục xuất các linh mục truyền giáo. Radbod bị giết trong trận Boarn, các miếu thờ ngoại đạo bị đốt sạch và miền Frisia tương đối yên ả 20 năm sau đó.
Năm 735, Odo Vĩ đại mất, Carolus có ý định sáp nhập công quốc Aquitaine vào lãnh thổ vương quốc và đã trực tiếp đến nơi để thị uy với người dân, tuy nhiên quý tộc trong vùng đã tuyên bố Hunald, con trai Odo, lên kế vị. Trước mối đe dọa Hồi giáo kéo đến ngay năm sau đó, Carolus đã chấp thuận.
Cuộc xâm lược bằng đường thủy lần này của người Ả Rập được lãnh đạo bởi con trai của ‘Abd-al-Raḥmân, đã đổ bộ vào Narbonne vào năm 736. Họ củng cố cứ điểm Arles và hành quân sâu vào đất liền. Carolus lập tức kéo quân xuống phía Nam. Trong năm 736, ông đã lấy lại Montfrin và Avignon, cũng như Arles và Aix-en-Provence với sự hỗ trợ của Liutprand, Vua người Lombard. Nîmes, Agde, và Béziers, bị chiếm bởi người Ả Rập từ 725, cũng rơi vào tay Carolus. Ông đè bẹp đội quân Umayyad đang di chuyển ngoài Arles, và chiếm thành phố bằng một cuộc tấn công trực diện vũ bão, sau đó san phẳng Arles để ngăn nó được sử dụng như căn cứ để Umayyad bành trướng.
Ông chuyển quân rất nhanh và đánh bại những vị khách không mời ngoài vùng Narbonne ở sông Berre vào năm 737, nhưng đã không chiếm thành phố này. Các sử gia quân sự tin rằng ông đã hoàn toàn có thể làm điều đó nếu muốn: một cuộc công kích trực diện sử dụng thang dây và xe phá thành, thêm một vài máy bắn đá, như trong trận Arles, đã có thể khiến Narbonne thất thủ mà không mất mát nhiều binh sĩ Frank. Nhưng có lẽ Carolus cảm thấy mình đã luống tuổi, và ông phải nỗ lực chuẩn bị cho đời sau. Ông đã bao vây cô lập Narbonne, bỏ đói để nó dần buộc phải khuất phục trong những năm mà ông thiết lập một nền tảng chính quyền của một đế chế mà con cháu ông sẽ đoạt quyền, và khiến cho dễ dàng hơn cho con trai ông giải phóng thành phố về sau.
Cũng phải nói thêm rằng, một vài nhà sử học đánh giá vai trò của các chiến dịch năm 736-737 ít nhất cũng quan trọng ngang với trận Tours trong việc bảo vệ châu Âu Thiên Chúa giáo. Quân Ả Rập rõ ràng đã có thay đổi chiến thuật so với lần xâm lược trước đây. Người Ả Rập bấy giờ đã biết sức mạnh của người Frank và hơn ai hết, con của ‘Abd-al-Raḥmân biết rằng phải dè chừng Carolus. Quân Ả Rập bắt đầu bằng việc tăng cường Arles và hành quân thận trọng. Họ tin rằng việc đó làm mất đi tính bất ngờ Carolus đã có trong trận Tours và việc chủ động chọn chiến trường rộng rãi sẽ giúp kỵ binh của họ chiến thắng quân Frank.
Tuy nhiên họ đã lầm khi cho rằng Carolus phải mất ít nhất một thế hệ để xây dựng một đội kỵ binh mạnh, trong thực tế ông chỉ dùng chưa đấy 5 năm và tốc độ hành quân nhanh chóng của quân Franks đã đánh bại một đội quân Ả Rập hùng hậu hơn nhiều. Sự kết hợp giữa kỵ binh trang bị nặng với bộ binh theo đội hình phương trận là nguyên nhân thắng lợi hết lần này đến lần khác của Carolus những năm sau đó. Sự thất bại có tính hủy diệt của quân đội Ả Rập trong trận Narbonne năm 737 đã đóng lại cánh cửa tiến vào châu Âu của người Hồi giáo, và cũng với những thất bại dưới tay của Leo ở Anatolia, đó là những nỗ lực xâm lược đáng kể cuối cùng của vương triều Umayyad trước khi chính nó bị sụp đổ trong trận Sông Zab năm 750.

### Ngưng chiến
Năm 737, trong lúc những chiến dịch của Carolus ở Provence và Septimania sắp hoàn thành, nhà vua Theuderic IV chết. Carolus, vốn đã tự phong là Trưởng quản hoàng gia, Công tước và Hoàng thân Frank, đã không xếp đặt vị vua mới. Ngai vàng bỏ trống mà không ai dám phàn nàn cho đến lúc Carolus qua đời.
Thời gian ngưng chiến, 4 năm cuối cùng của cuộc đời ông, tương đối yên bình và ông đã có thể dành phần lớn thời gian cho các kế hoạch tổ chức hành chính để tạo nên một nhà nước hiệu quả hơn. Tuy vậy ông vào năm 738 ông đã bắt buộc người Saxon ở xứ Westphalia thần phục và cống nạp, cũng như năm 739 ông đã dập tắt cuộc nổi dậy ở Provence dưới sự lãnh dạo của Maurontus. Ông cũng tìm cách xích các xứ xa xôi trong vương quốc lại gàn nhà thờ Frank. Ông đã thiết lập ở Bavaria 4 giáo phận (Salzburg, Regensburg, Freising, Passau), đặt Thánh Boniface lên làm tổng giám mục kiêm giám mục giáo phận Mainz cai quản toàn bộ nước Đức phía Đông sông Rhine.
Boniface hưởng sự bảo trợ của ông từ năm 723 mà, như vị thánh từng giải thích với người bạn thân, Daniel of Winchester, rằng nếu không có nó ông đã chẳng thể quản lý được nhà thờ, bảo vệ giáo lý hay đẩy lùi ngẫu tượng. Thực tế chính Boniface là người bảo vệ Carolus nhiệt thành nhất trong việc lấy đất giáo hội để trả cho binh sĩ thời kỳ trước trận Tours, chẳng kém gì ông đã bảo vệ Thiên Chúa giáo. Năm 739, Pope Gregory III thỉnh cầu Carolus giúp chống lại Liutprand, nhưng Carolus không muốn chống lại đồng minh một thời của mình và làm ngơ sự thỉnh cầu của Giáo hoàng. Dù sao, những lời thỉnh cầu đó đã chứng tỏ vị thế vượt bậc của Carolus đối với giáo hội so với thời ông có nguy cơ bị rút phép thông công, đặt cơ sở cho con trai và cháu nội ông sau này tái sắp xếp các ranh giới chính trị Ý cho phù hợp với chế độ Giáo hoàng cũng như bảo vệ nó.

## Qua đời

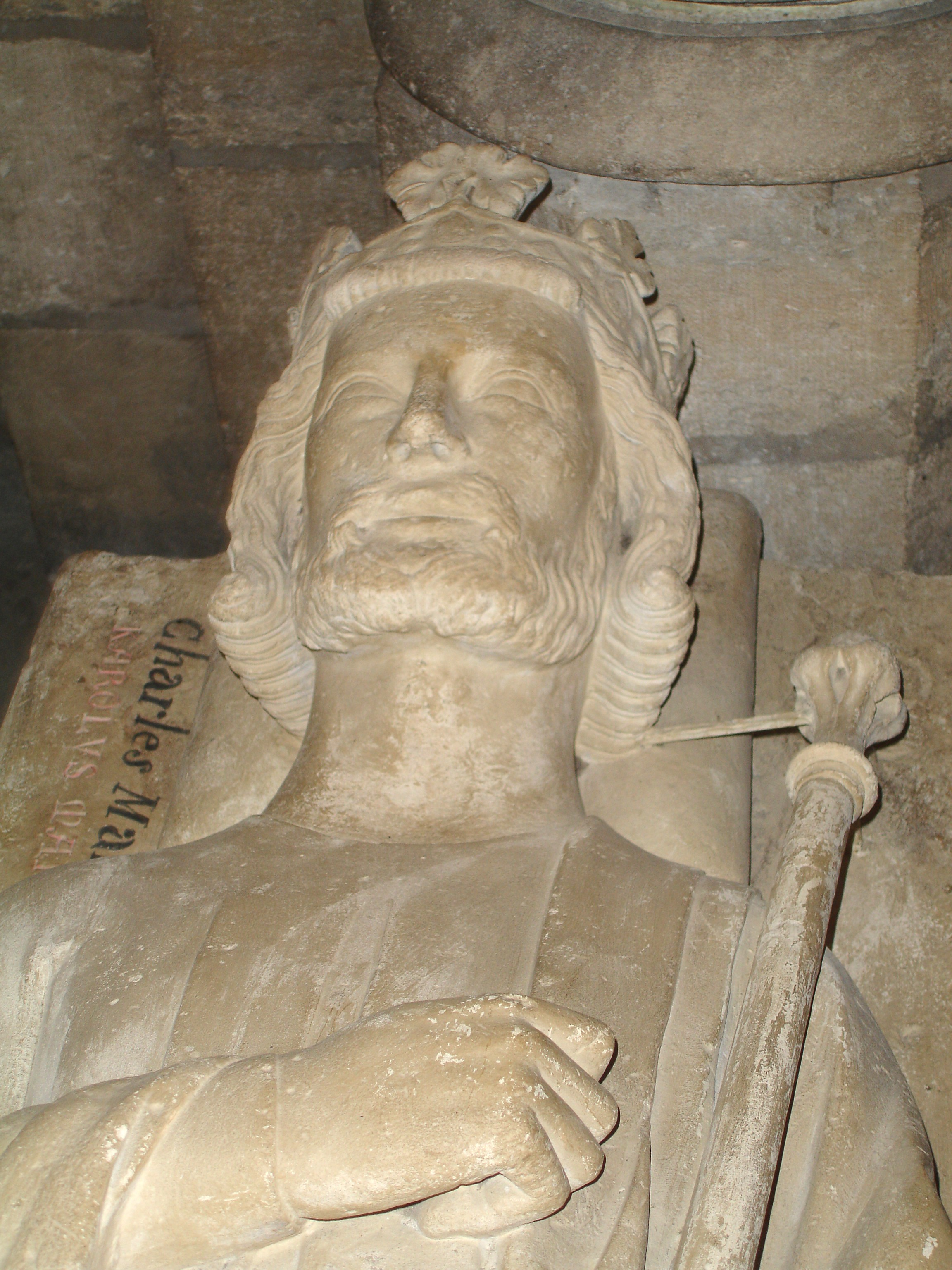
Mộ của Carolus Martellus, Thánh đường Saint-Denis.

Carolus mất ngày 22 tháng 10 năm 741, tại Quierzy-sur-Oise nơi ngày nay là Aisne, một tỉnh ở miền Picardy nước Pháp. Ông được chôn cất ở nhà thờ Saint Denis Basilica ở Paris. Các lãnh thổ của ông được chia cho những đứa con trưởng thành từ một năm trước đó: với Carloman ông trao cho Austrasia và Alemannia (với Bavaria như một thuộc quốc), cho Pippin Trẻ hay Pippin, Pepin Lùn xứ Neustria và Burgundia (với Aquitaine là một thuộc quốc), và Grifo chỉ nhận được vài nguồn thừa kế đem lại lợi tức của mảnh đất giáp ranh Neustria và Austrasia.

## Di sản
Giới sử gia quá khứ đến hiện đại nhất loạt đều ca ngợi Carolus Martellus - thiên tài quân sự và nhà chính trị khôn ngoan - bằng nhiều mỹ từ khác nhau. Người Hà Lan cũng tỏ lòng tôn kính với ông, trong khi ở Đức và Pháp, ông đi vào nhiều truyền thuyết như một anh hùng lý tưởng.

### Đế quốc Caroling và Thánh chế La Mã
Tuy chưa từng xưng làm vua, Carolus Martellus thực sự là hoàng đế không vương miện của đế quốc Caroling. Năm 751, con trai ông Pepin Lùn xưng làm vua Frank; Pepin và đặc biệt là cháu nội Carolus, Charlemagne đã mở rộng bờ cõi, thu phục phần lớn các vùng đất đai của Đế quốc Tây La Mã trước kia.
Năm 800, Charlemagne lên ngôi hoàng đế, lập nên Thánh chế La Mã sẽ tồn tại hơn một nghìn năm sau đó(800-1806). Tất cả được xây dựng trên nền móng sự nghiệp quân sự - chính trị chói sáng của Carolus. Khi ông mới xuất hiện, Frank là một quốc gia bị chia cắt với một ông vua bất lực; đến thời điểm ông qua đời, Frank đã trở thành bá chủ trên lục địa châu Âu, bản thân ông trở thành chúa tể của một lãnh thổ rộng lớn từ bắc dãy Alps tới Hungary.

### Xây dựng chế độ phong kiến
Bằng việc củng cố vương quốc của mình, Carolus Martellus đã thiết lập những nét kiến trúc chủ yếu của chế độ phong kiến: Mối quan hệ giữa nhà vua thế tục với giáo hội Thiên chúa, việc xây dựng quân đội thường trực cho quốc gia và chính sách chia đất cho các tướng lĩnh và binh sĩ lập công, v..vv. Trong các truyền thuyết ở các xứ German, Carolus được coi là đã sáng lập và tiêu biểu cho tinh thần hiệp sĩ (tương tự như hình tượng vua Arthur với các vùng Anglo-Saxon).

### Bảo vệ Thiên Chúa giáo và tái chinh phục
Trong khi có ít nhiều tranh cãi về vai trò trận Tours, thì các sử gia hầu như đều thống nhất về vai trò to lớn của Carolus Martellus trong cuộc đấu tranh chống xâm lược Hồi giáo. Dante nhắc đến ông trong Thần khúc như "Người bảo vệ Đức tin". Bản thân Giáo hội Thiên chúa đương thời dù từng dọa rút phép thông công ông nhưng không thể không thừa nhận ông là người bảo vệ nhiệt thành chủ yếu cho Cơ đốc giáo.
Con ông, Pepin Lùn đã thực hiện lời hứa của cha mình khi năm 759 đã thu phục Narbonne, giải phóng hoàn toàn xứ Gaul. Cháu ông Charlemagne đã đánh chiếm Girona năm 785 và Barcelona năm 801, mở ra thời kỳ tái chinh phục(Reconquista) vốn kéo dài tới tận 1492 khi người Hồi giáo hoàn toàn mất Tây Ban Nha.

### Nghệ thuật quân sự
Carolus Martellus được nhiều chuyên gia đánh giá như một trong những nhà cầm quân hàng đầu mọi thời đại. David Hanson đã cho rằng ông đã mở ra cuộc chiến ngàn năm giữa bộ binh châu Âu và kỵ binh Ả rập. Ông cũng là cha đẻ của lối đánh sử dụng kỵ binh trang bị nặng ở châu Âu, đồng thời là vị tướng đầu tiên của châu Âu xây dựng một đội quân thường trực(kể từ sau sự sụp đổ của La Mã năm 476) được rèn luyện quanh năm, thiện chiến và nhất là có kỷ luật cao.
Trừ trận Tours nơi bất đắc dĩ ông phải sử dụng những người dân thường được vũ trang, ông đã xây dựng một quân đội chuyên nghiệp với tiền lấy từ thuế và quỹ của giáo hội, nòng cốt là những người trung thành với ông từ buổi đầu. Ông đã thành công trong việc nêu cao tinh thần chiến đấu của binh sĩ để chiến thắng trong những thời điểm kẻ thù đông hơn và trang bị tốt hơn nhiều. Bộ binh theo đội hình phương trận, kết hợp với kỵ binh trang bị nặng được rèn luyện tốt của Martel được tiếp nối dưới thời Pepin và Charlemagne đã trở thành đội quân mạnh nhất suốt một thế kỷ sau đó  và là kiểu mẫu cho nhiều quân đội sau này.

## Gia đình
Carolus Martellus đã kết hôn 2 lần:
Người vợ thứ nhất là Rotrude of Treves, (690–724) (con gái Leudwinus, Giám mục Trier). Họ có năm người con:
- Hiltrud (chết năm 754), cưới Odilo I, Công tước Bavaria
- Carloman
- Landrade (Landres), cưới Sigrand, Bá tước Hesbania
- Auda, Aldana, hay Alane, cưới Thierry IV, Bá tước Autun và Toulouse]]
- Pepin Lùn

Người vợ hai của ông là Swanhild sinh ra Grifo
Carolus Martellus cũng có một người thiếp, Ruodhaid, sinh ra cho ông ba người con:
- Bernard
- Hieronymus
- Remigius, Tổng giám mục Rouen(mất 771)